# Pseudoluperus decipiens
Pseudoluperus decipiens är en skalbaggsart som först beskrevs av Horn 1893.  Pseudoluperus decipiens ingår i släktet Pseudoluperus och familjen bladbaggar. Inga underarter finns listade i Catalogue of Life.